# Luis Lucchetti
Luis Lucchetti (castellà: Luis Alberto Lucchetti)  (La Plata, 18 de novembre de 1902 - Buenos Aires, 6 d'agost de 1990) va ser un tirador d'esgrima argentí que va competir durant les dècades de 1920 i 1930. Era germà del també tirador d'esgrima Héctor Lucchetti.
Va prendre part en tres edicions dels Jocs Olímpics. El 1924, a París, va disputar tres proves del programa d'esgrima, sent eliminat en rondes en totes elles. Quatre anys més tard, als Jocs d'Amsterdam, va guanyar la medalla de bronze en la prova de floret per equips del programa d'esgrima. La tercera i darrera participació en uns Jocs fou el 1936, a Berlín, on va disputar dues proves del programa d'esgrima. Fou setè en la prova de floret per equips, mentre en la prova d'espasa per equips quedà eliminat la segona ronda.